# س. ك. مينون
س. ك. مينون (بالإنجليزية: Cheril Krishna Menon)‏ هو رائد أعمال هندي، ولد في سبتمبر 1949 في تريشور في الهند، وتوفي في 1 أكتوبر 2019.